# Sasana
Treść tego artykułu może nie być zgodna z zasadami neutralnego punktu widzenia.
 Po wyeliminowaniu niedoskonałości należy usunąć szablon [[Szablon:Dopracować|]] z tego artykułu.
Sāsana (pāli.), (sanskr.: śāsana) – termin używany przez buddystów, odnoszący się do ich systemu filozoficzno-etycznego, potocznie zwanego "buddyzmem".

## Znaczenie słowa
Słowo "sāsana" w języku pāli ma wiele znaczeń: "porządek", "nauka", "praktyka", "dyscyplina", "instrukcja", "epistoła". Słowa "buddha sāsana" oznaczają "Nauczanie Buddhy", którego udzielał Siddhāttha Gotama ponad 2,5 tysiąca lat temu. Słów "buddha sāsana" często używa się zamiennie ze słowem "dhammā" (sanskr. dharma) - Nauka.